# Bacidia beckhausii
Bacidia beckhausii är en lavart som beskrevs av Körb. Bacidia beckhausii ingår i släktet Bacidia och familjen Ramalinaceae.  Arten är reproducerande i Sverige. Inga underarter finns listade i Catalogue of Life.